# Venthône
Venthône (en alemán Venthen) es una comuna suiza del cantón del Valais, situada en el distrito de Sierre. Limita al norte con la comuna de Mollens, al noreste con Miège, al este con Veyras, al sur con Sierre, y al oeste con Randogne.